# Martha's Vineyard
Pour les articles homonymes, voir Martha's Vineyard (homonymie), Martha et Vineyard.
Martha's Vineyard (de l'anglais signifiant « Vignoble de Martha », le lieu est souvent simplement appelé aussi « the Vineyard ») (en wampanoag, Noepe) est une île de l'État du Massachusetts aux États-Unis, située à l'ouest de l'océan Atlantique nord.
L'île est surtout connue comme résidence d'été de la jet set américaine et des présidents des États-Unis. L'île qui compte 15 000 habitants a hébergé la première communauté de sourds américaine qui y a développé sa propre langue des signes, appelée la langue des signes de Martha's Vineyard (en).

## Toponymie
Selon la version la plus courante, c'est l'explorateur anglais Bartholomew Gosnold qui, en 1602, arrivant sur l'île où il constata l'abondance des raisins sauvages, lui donna le nom de Martha's Vineyard (le « vignoble de Martha »), en mémoire de sa fille morte en bas âge et de sa belle-mère, toutes deux prénommées Martha.
Cependant, cette version semble encore discutée par une autre qui affirme que certains habitants du XVIIe siècle lui auraient attribué le nom de Martin's Vineyard, du nom du capitaine du navire de Gosnold, John Martin.

## Géographie
Martha's Vineyard est située à 6 km de la côte sud de la presqu'île du cap Cod et des Elizabeth Islands dont elle est séparée par un bras de mer, le Vineyard Sound (en). Elle est également séparée à l'est par l'île de Nantucket par le Nantucket Sound (en). L'île, qui s'étend sur 32 kilomètres de long contre 3 à 16 kilomètres de large, compte 231,75 km2.
La Martha's Vineyard State Forest occupe le centre de l'île, tandis que de nombreux étangs isolés par des dunes accentuent la côte.

### Localités

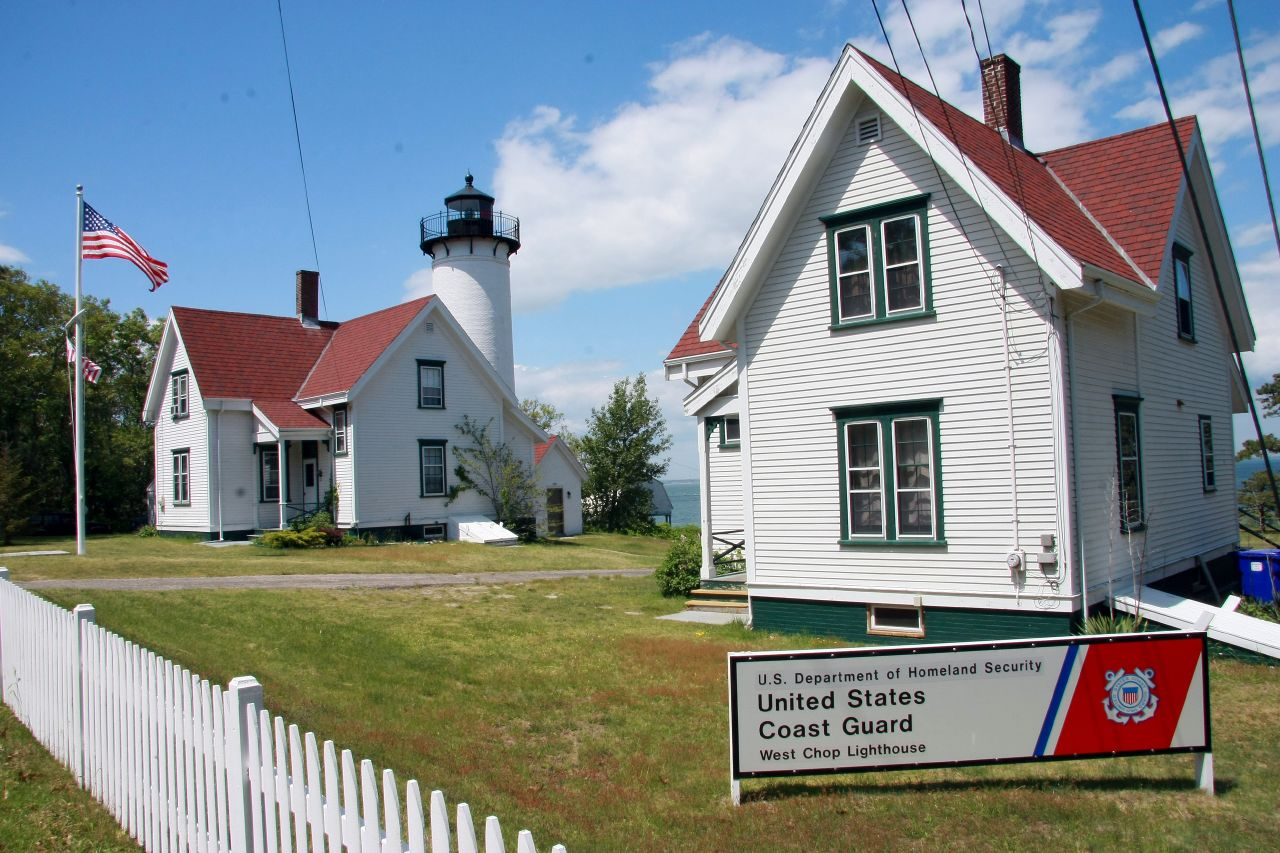
Phare de West Chop à Tisbury.

- Edgartown, siège du comté de Dukes, possède des maisons blanches construites dans les années 1820[1].
- Oak Bluffs
- Vineyard Haven (en) (Tisbury)
- West Tisbury
- Chilmark
- Aquinnah
- Menemsha (en)

## Histoire
Les premiers habitants de l'île furent les Amérindiens Wampanoag qui y résident toujours. Dans leur langue, Martha's Vineyard s'appelle Noepe (« la terre parmi les courants »). Il y a une importante communauté Wampanoag à Aquinnah, nom qui signifie « terre au pied de la colline ». La ville était encore récemment appelée Gay Head, mais a retrouvé son nom indien originel.
Tout comme l'île voisine de Nantucket, Martha's Vineyard se fit connaître au XIXe siècle par la chasse à la baleine. L'île envoyait des navires tout autour du monde chasser ces mammifères pour leur graisse et leur huile, laquelle servait à alimenter les lampes à huile. La découverte du pétrole en Pennsylvanie, fournissant une huile beaucoup moins chère pour les lampes amena à la quasi-disparition de l'industrie baleinière dans les années 1870.
L'île sut alors se reconvertir au tourisme grâce à l'arrivée du train de la Old Colony Railroad (en) en 1872 à Woods Hole, le port d'embarquement des ferries situé sur le continent ralliant celui de Oak Bluffs sur Martha's Vineyard. Dès lors, les résidences secondaires construites notamment pour les riches familles bourgeoises de Boston commencèrent à s'y multiplier. Deux ans plus tard, le Martha's Vineyard Railroad (en) reliant Oak Bluffs à Edgartown, la principale agglomération de l'île, fut inauguré.
Martha's Vineyard eut cependant des difficultés à surmonter la crise de 1929.
Malgré tout, sa réputation de station balnéaire pour touristes aisés continua à s'amplifier.

### Utopie des sourds
Du XVIIe siècle jusqu'aux années 1950, l'île a une proportion très élevée de sourds parmi ses habitants. Selon l'ouvrage de Nora Groce, anthropologue spécialiste des questions de santé, l'un des quartiers de la ville de Chilmark comptait même un sourd pour 25 habitants en 1854 alors que la moyenne pour l'ensemble des États-Unis était de un pour 5 728 habitants. Ainsi Nora Groce indique que les sourds étaient parfaitement intégrés dans la société insulaire au point que les habitants avaient fini par développer une langue des signes qui était propre à Martha's Vineyard (en) que tous étaient capables de comprendre.
La cause de cette proportion élevée de sourds au sein de la population de Martha's Vineyard trouve une explication génétique : le premier sourd sur l'île, un émigré anglais, fut recensé en 1692. Deux de ses sept enfants hériteront de ce handicap. La surdité devint dès lors un trait héréditaire transmis au sein de la population insulaire, isolée.
Ce phénomène s'atténua à partir des années 1920, à l'époque où les moyens de communication évoluèrent sensiblement, favorisant l'essor du tourisme de masse. Ainsi, les habitants de Martha's Vineyard ont conçu de plus en plus d'enfants avec des personnes qui n'étaient pas nées sur l'île. Un renouvellement génétique s'opéra dès lors.
La dernière personne sourde née dans la tradition de la langue des signes de l'île, Katie West, meurt en 1952, ce qui entraine la fin de ce que certains qualifiaient jusqu'alors d'« utopie » pour les sourds et les malentendants.

## Réputation internationale

### Résidents et hôtes de marque

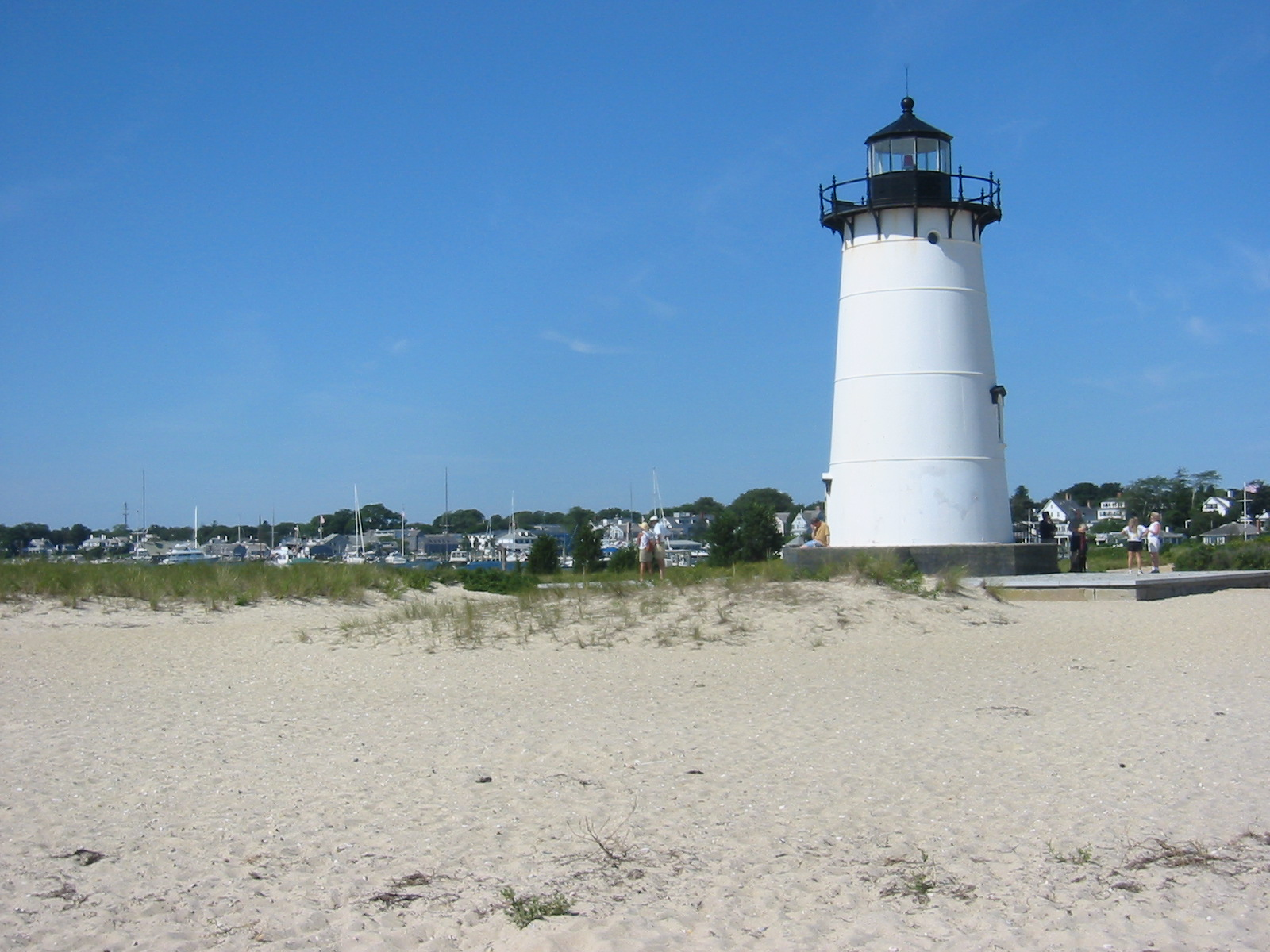
Phare d'Edgardtown.

Martha's Vineyard fut le lieu de villégiature favori de quelques présidents des États-Unis et de leurs familles.
Ainsi, le président Ulysses S. Grant fit de nombreux séjours estivaux sur l'île, dans la résidence Gingerbread, au village méthodiste d'Oak Bluffs.
Jacqueline Kennedy-Onassis, ancienne épouse du président John Fitzgerald Kennedy, avait une maison à Aquinnah qu'elle garda jusqu'à sa mort en 1994. Son fils John Fitzgerald Kennedy, Jr. mourut au large de l'île avec sa femme Carolyn Bessette et sa belle-sœur dans un accident d'avion en 1999.
Le président Bill Clinton y passa des vacances d'été durant son mandat, avec son épouse Hillary et leur fille Chelsea.
Le président Barack Obama est un visiteur occasionnel. Il est venu trois fois pratiquer le golf sur le seul parcours totalement « bio » des États-Unis (ouvert en 2002),. Sur ce site, les impacts environnementaux des golfs ont été fortement réduits. Les autorités locales ont en effet conditionné leur autorisation au non-usage d'engrais et pesticides de synthèse. Une forte opposition à sa construction a néanmoins été motivée par son emprise foncière et la quantité d'eau douce qu'il consomme, ressource précieuse sur l'île en été.
La chanteuse Carly Simon est également une des célébrités ayant sa résidence principale sur l'île.
Le professeur à l'université Harvard Henry Louis Gates y possède également une résidence.

### Morts célèbres
- L'actrice Ruth Gordon y avait une maison d'été où elle est décédée le 29 août 1985[6].

- Le 16 juillet 1999, l'avion piloté par John Fitzgerald Kennedy, Jr., transportant son épouse Carolyn Bessette et sa belle-sœur Lauren Bessette, s'écrasa en mer[1] (voir : Accident de l'avion de John F. Kennedy Jr.).

- Le célèbre critique et écrivain William Styron y est décédé en décembre 2006[7].

- Le politologue Samuel Huntington y est mort le 24 décembre 2008[8].

### Culture
- En 2001 pour l'édition française, Judy Blume publia le roman Sœurs d'un été (Summer Sisters), ayant pour cadre principal l'île de Martha's Vineyard.
- Le roman Nous les menteurs de E. Lockhart évoque plusieurs scènes se déroulant à Martha’s Vineyard.
- Dans le roman policier La Vérité sur l'affaire Harry Quebert de l’écrivain suisse Joël Dicker, Harry passe une semaine de vacances à Martha’s Vineyard, accompagné de Nola Kellergan.

#### Cinéma
- En 1974, Steven Spielberg y tourna le film Les Dents de la mer. De nombreux insulaires y ont fait de la figuration, comme Jay Mello qui joua le rôle de Sean Brody, le fils du Shériff Brody. Les Dents de la mer 2 et Les Dents de la mer 4 furent aussi tournés à Martha's Vineyard.

- En juin 2005, un festival Jawsfest fut organisé sur l'île pour commémorer les trente ans du film.

- Un passage de Sabrina de Sydney Pollack avec Harrison Ford et Julia Ormond se déroule sur l'île.

- Bob et Walt, héros frères siamois de Deux en un, comédie de Peter et Bobby Farrelly, interprétés par Matt Damon et Greg Kinnear, vivent et travaillent sur l'île dans la ville de Oak Bluffs.

- L'essentiel de l'action du film The Ghost Writer de Roman Polanski avec Ewan McGregor est censée s'y dérouler[9]. Mais le tournage s'est en réalité effectué sur l'île allemande de Sylt, en mer du Nord.

#### Série télévisée
Fox Mulder, le personnage principal de la série X-Files interprété par David Duchovny, retourne régulièrement chez ses parents à Martha's Vineyard. C'est un lieu capital dans l'intrigue de la série, où de nombreuses découvertes concernant l'enlèvement de sa sœur ainsi que le rôle de son père dans la conspiration trouvent leur source.
Dans la saison 6 de la série américaine Gilmore Girls a lieu une escapade sur cette île, à l’occasion de la Saint-Valentin.

## Galerie

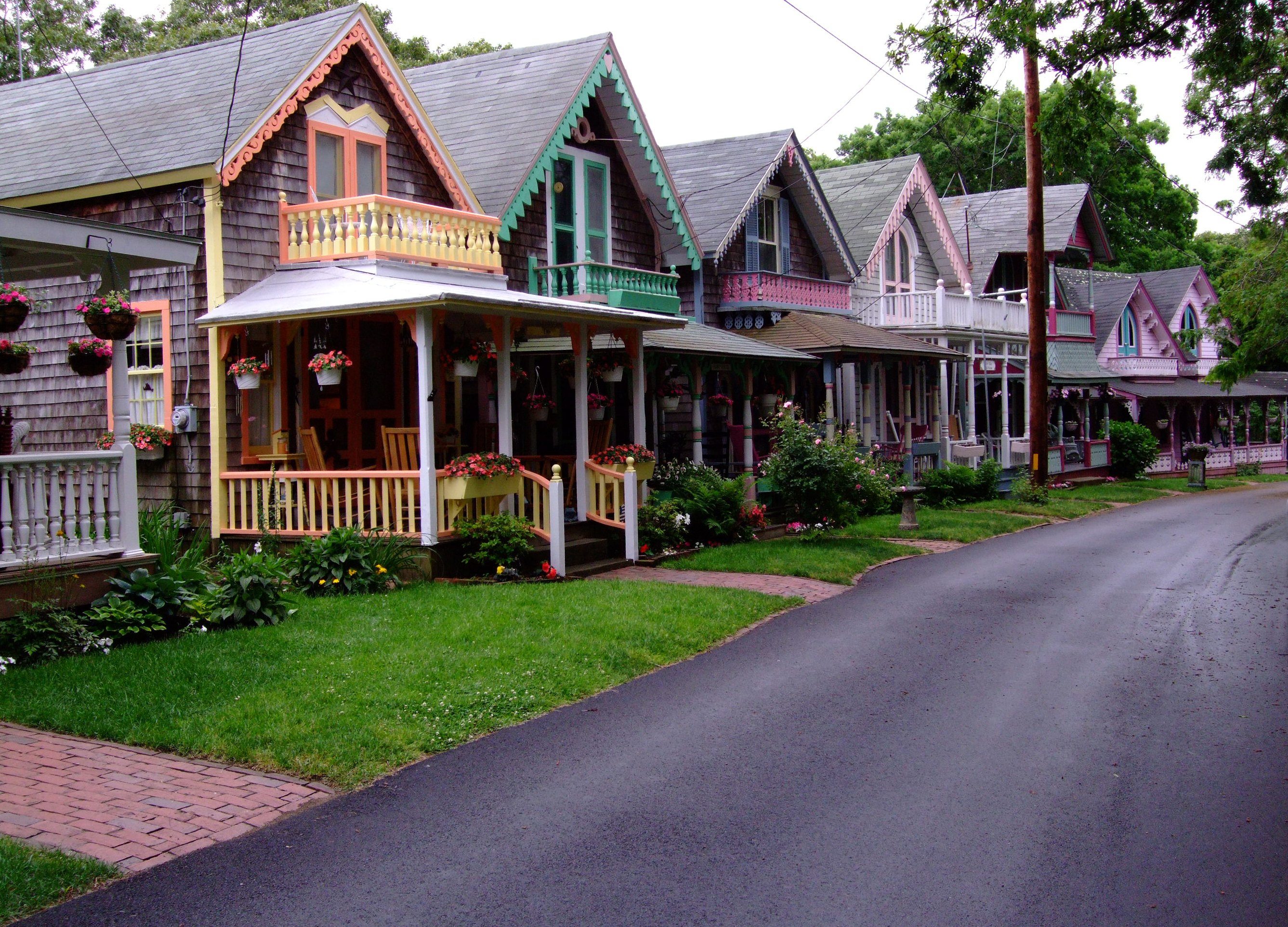
Cottages de Martha's Vineyard.
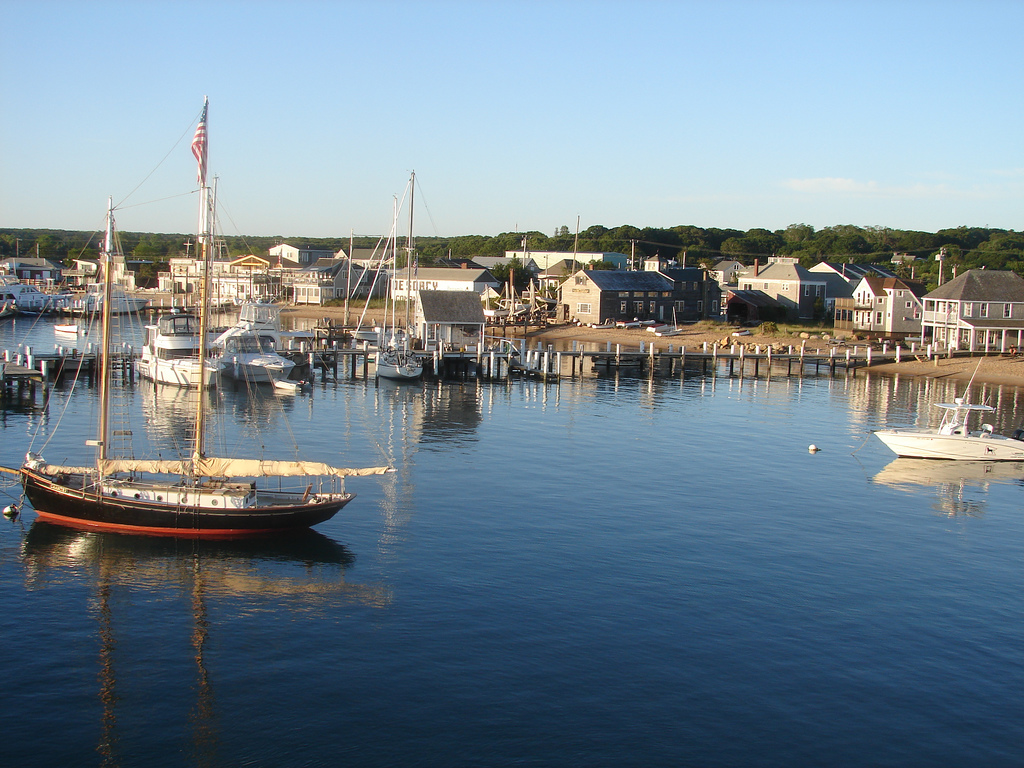
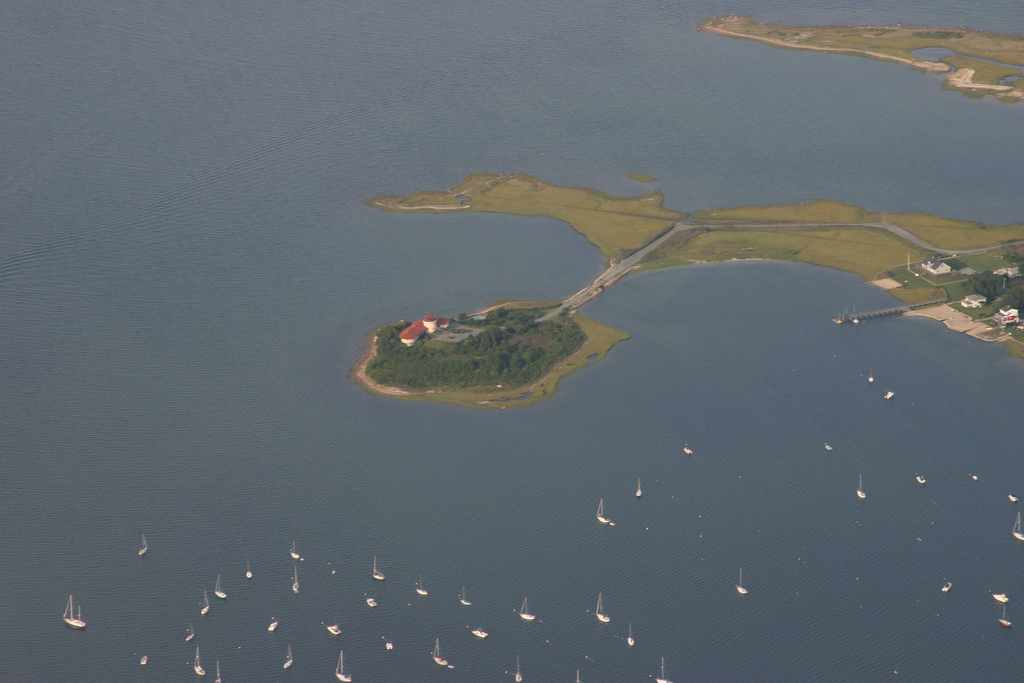
Vue aérienne de Fairhaven.
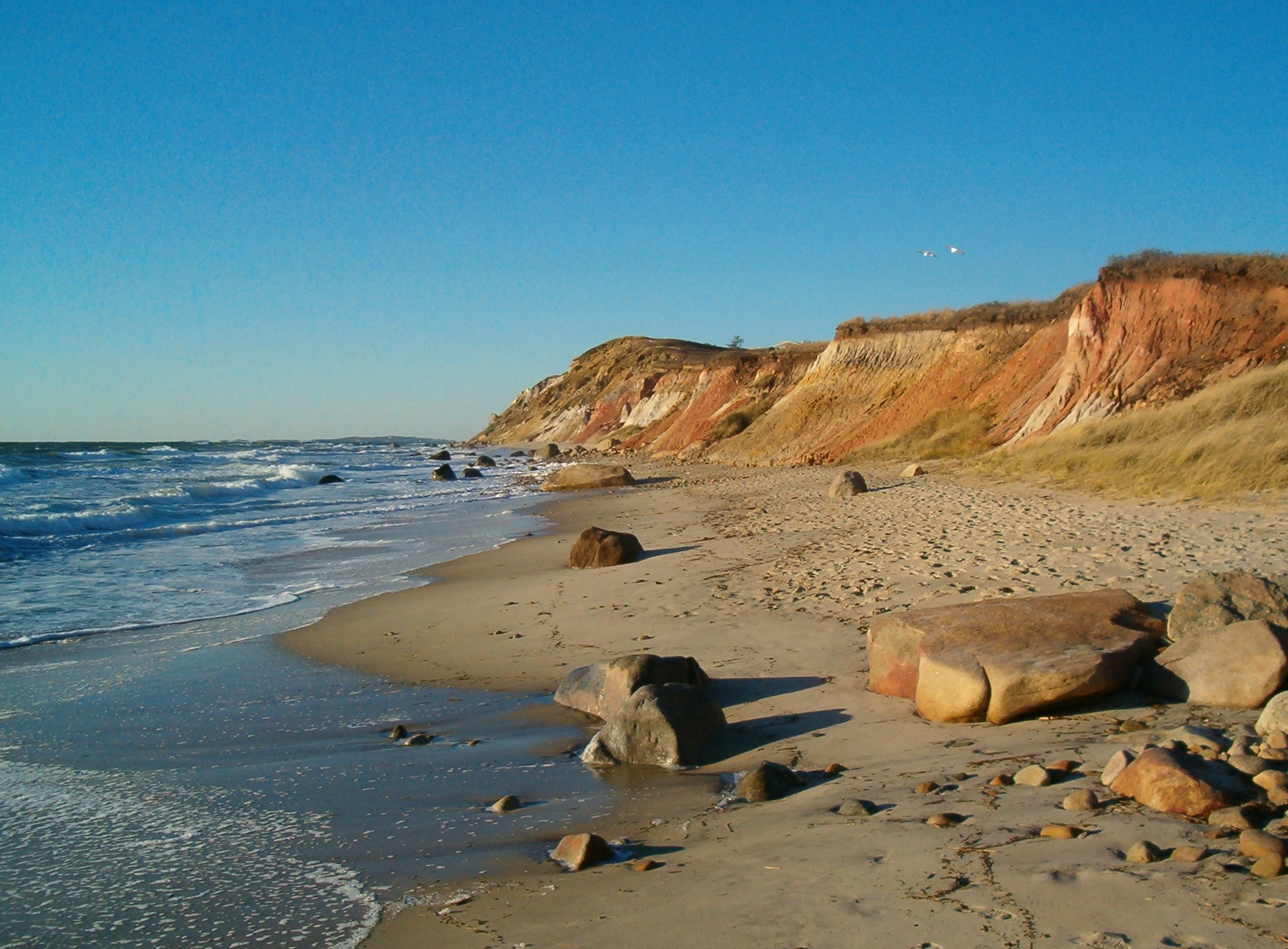